# گروه سنترال
گروه سنترال (انگلیسی: Central Group) شرکت خوشه‌ای تایلندی است، که در سال ۱۹۴۷ توسط خانواده چیراتیوات تأسیس شد.